# Улица Езетхан Уруймаговой
Улица Езетхан Уруймаговой — улица во Владикавказе, Северная Осетия, Россия. Находится в Иристонском муниципальном округе. Начинается от улицы Комсомольской и заканчивается переулком Молодёжным.
Улицу Езетхан Уруймаговой пересекает улица Пипо Гурциева.
Улица названа в честь осетинской писательницы Езетхан Алимарзаевны Уруймаговой.
Улица образовалась в 1950-е годы. 10 июля 1956 года городской совет придал одной из улиц, образовавшихся в районе кирпичного завода «Красный строитель», наименование Пригородная улица.
13 апреля 1990 года городской совет переименовал Пригородную улицу в улицу Езетхан Уруймаговой.